# Фрезерний екскаватор
Фрезерний екскаватор (рос. экскаватор фрезерный, англ. milling excavator; нім. Fräsbagger m, Fräserbagger m) – землерийна машина, призначена для розробки щільних і мерзлих гірських порід шарами з поверхні масиву. 
Е.ф. руйнує гірські породи фрезерним робочим органом, вантажить її на конвеєр і передає через розвантажувальну консоль у трансп. засоби під час свого руху по фронту робіт. Фреза являє собою горизонтально розташовану циліндричну конструкцію шир. до 3,5 м з різцями. 
При обертанні фрези різці руйнують масив на глиб. 0,1-0,35 м. 
Продуктивність Е.ф. 100-2500 т/год. 
Екскаватор обладнаний приладами для контролю товщини шару, що розробляється, і величини прошарків, що дозволяє ефективно використати його для селективної виїмки.